# Вьенн (графство)
Графство Вьенн (фр. Comté de Vienne) — средневековое графство, располагавшееся на юге современной Франции с центром в городе Вьенн на реке Рона. Графство занимало территорию между Лионом и Альпами.

## История
По Верденскому договору 843 года территория будущего графства оказалась в составе так называемого Срединного королевства, доставшегося императору Франкской империи Лотарю I. В 844 году Лотарь назначил графом Вьенна и герцогом Лиона своего пфальцграфа Жерара II Парижского (ок.800—878/879), сына графа Фезансака и Парижа Летарда, женатого на сестре его жены. После смерти Лотаря в 855 году Жерар стал опекуном и фактическим правителем Прованса при малолетнем короле Карле, сыне Лотаря. После смерти Карла в 863 году Жерар принёс присягу верности его брату Лотарю II. Но после смерти Лотаря в 869 году Жерар потерял своё положение, он лишился своих владений и укрылся в Вьенне. 8 августа 870 года короли Западно-Франкского королевства Карл Лысый и Восточно-Франкского королевства Людовик II Немецкий договорились в Мерсене о разделе государства Лотаря II. Жерар не признал этот договор и восстал против Карла Лысого. Но Карл при поддержке архиепископов Лиона и Вьенна в декабре осадил Вьенн. После нескольких месяцев осады Жерар был вынужден капитулировать. Карл включил Вьенн и Лион в состав своего королевства, а в 871 году передал их своему шурину Бозону.
Бозон Вьеннский к 879 году сосредоточил почти целиком владения в долинах рек Роны и Соны (Прованс, графства Вьенн, Лион, Макон, Шалон и Отён), став самым могущественным феодалом в Провансе. После смерти короля Западно-Франкского королевства Людовика II Заики бургундская знать и духовенство, недовольные разделом королевства между двумя сыновьями Людовика, собрались 15 октября 879 года в замке Монтель (недалеко от Вьенна на Роне) на церковный собор, чтобы избрать королём человека, способного защищать церковь и страну. В результате королём выбрали Бозона. Избрание Бозона королём привело к укреплению связей между каролингскими королями. Германские короли Карл III Толстый и Людовик III Младший присоединились к французским Людовик III и Карломану II. В результате конце 880 года большая часть владений Бозона (Отён, Безансон, Шалон, Макон и Лион) были захвачены и перешли под контроль Каролингов. Не смогли захватить только Вьенн. В 884 году объединивший в своих руках всю Каролингскую империю император Карл III Толстый предложил Бозону признать его в качестве короля Прованса при условии того, что тот подчинится императору. Бозон принял это предложение.
После смерти Бозона в 887 году император Карл III Толстый признал права его сына и наследника Людовика на Нижнюю Бургундию, а в 890 году Людовик был официально избран королём Арля, Прованса и Нижней Бургундии на собрании баронов королевства в Валансе.
Вьеннское графство входило в состав Нижнебургундского королевства. Кто именно был в это время графом неизвестно. Но в конце IX века графство оказалось в руках Гуго Арльского (ок. 880—948), граф Арля, сына Тибо (Теобальдо) (ок.860 — 887/895), графа Арля, и Берты Лотарингской (866—925), дочери короля Лотарингии Лотаря II. Возможно он унаследовал Вьенн после отца, но документального подтверждения этому нет. После ослепления короля Нижней Бургундии, Италии и императора Людовика III в 905 году, Гуго вскоре стал фактическим правителем Нижней Бургундии. В 926 году он стал королём Италии. Тогда же он был вынужден отказаться от Вьенна, графом которого стал незаконный сын Людовика III, Карл Константин, управлявшего графством до своей смерти.
После смерти Карла Константина Вьенн унаследовала его дочь, Констанция, бывшая замужем за графом Арля Бозоном II. Под управлением графов Арля (позже графов Прованса) Вьенн оставался до 1030 года, когда Вьенн был уступлен архиепископу Вьенна, который разделил графство на сеньорию (позже графство) д’Альбон (будущее Дофинэ) и графство Морьенн (Савойя).
Однако графство Вьенн продолжало существовать в очень уменьшенной форме. В 1085 году оно было присоединено к графству Макон, под управлением которых оставалось до 1239 года, когда после смерти мужа последняя графиня Алиса продала Макон и Вьенн королю Франции.

## Графы Вьенна
Жерардиды
- 844—870: Жерар (ок.800—878/879), граф Парижа до 834—ок.841, граф Вьенна и граф-герцог Лиона 844—870

Бозониды
- 871—887: Бозон Вьеннский (ок.844—887) — граф Вьенна 871—887, граф Лиона 871—880, граф Берри 872—876, герцог Италии 875—876, герцог Прованса 875—879, вице-король Италии 876—879, граф Макона и Шалона 877—880, Отёна 879—880, король Нижней Бургундии (Прованса) 879—887
- ок. 895—926: Гуго Арльский (ок. 880—948), король Италии с 926, граф Арля ок.895 — 928, граф Вьенна ок.895 — 926, король Нижней Бургундии 924—933

Дом де Вермандуа
- 928—931: (?) Эд де Вермандуа (ок. 915—946), граф Вьенна 928—931, граф Амьена 941—944, сын Герберта II де Вермандуа

Бозониды
- 931—962: Карл Константин (901—962), граф Вьенна с 926
- 962—966: Констанция (920—966)
муж: Бозон II (ок. 928—968), граф Арля

## Графы Макона и Вьенна
Иврейский дом
- 1085—1102: Этьен I Храбрый (ок. 1057 —27 мая 1102 года), граф Макона и Вьенна с 1085 года, титулярный граф Бургундии с 1097 года, сын Гильома III
- 1102—1148: Рено III (ок. 1090 — 22 января 1148 года), граф Макона и Вьенна с 1102 года, титулярный граф Бургундии в 1102—1127 годах, граф Бургундии с 1127 года, сын Этьена I
- 1102—1155: Гильом III (IV) (ок. 1095 — 27 сентября 1155 года), граф Макона с 1102 года, граф Осона с 1127 года и граф Вьенна с 1148 года, сын Этьена I
- 1157—1184 : Жеро I (1142—1184), граф Макона и Вьенна с 1157 года, сын Гильома IV
- 1184—1224 : Гильом IV (V) (ум. 1224), граф Макона, Осона и Вьенна, сын Жеро I
- 1224—1224 : Жеро II (ум. 1224), граф Макона и Вьенна, сын Гильома IV
- 1224—1239 : Алиса (ум. 1260), графиня Макона и Вьенна, дочь Жеро II

В 1239 году, после смерти мужа, Алиса продала Макон и Вьенн королю Франции.